# Ignác Bajloni
Ignjat Bajloni (srbsky Ignjat Bajloni, 1811 Litomyšl – 1875 Bělehrad) byl český zemědělský, restauratérský a mlynářský podnikatel dlouhodobě působící v Srbsku, zakladatel česko-srbského podnikatelského rodu Bajloni.

## Životopis

### Mládí
Narodil se v Litomyšli ve východních Čechách, na území tehdejšího Rakouského císařství. Byl italského původu, jeho děd Jan přišel do Litomyšle roku 1776 z Lombardie. Po vychození obecné školy se vyučil koželužskému řemeslu a pracoval v Litomyšli společně se svým bratrem. Zapojil se do revolučních událostech roku 1848 v českých zemích, mj. i do Pražského červnového povstání a po jeho potlačení čelil politickým perzekucím. Při hledání lepšího místa k životu uvažoval o přesídlení do USA, ale jeho sestra a švagr, mlynář Antonín Němec, rovněž politický emigrant po revolučních událostech roku 1848, kteří byli usazení v Srbsku, ho přesvědčili, aby se s rodinou přestěhoval za nimi.

### V Srbsku
Po příjezdu do Srbska v roce 1855 se Usadil někde v oblasti Topčiderského brda a pracoval zde jako koželuh a pěstitel zeleniny. Jeho nejstarší syn Jakub (Jakov) se vyučil bednářskému řemeslu ve vídeňském pivovaru a v Bělehradě pracoval u bednářské firmy Kincel. Druhý syn Antonín se vyučil mlynářem od svého strýce Antonína Němce, který si pronajal státní mlýn v Bratinaci na řece Mlavě. Třetí syn, Václav, zvaný Vasa, zůstal se svým otcem, zatímco nejmladší Jovan se vzdělával na Vojenské akademii. 
Roku 1858 Bajloni zakoupil a se svou rodinou provozoval hostinec na tržnici Tobdžija v Bělehradě. Antonín Němec koupil tuto rozestavěnou budovu od jistého Milosava Pazarace, dokončil ji a dal ji do správy Ignácově rodině. Hostinec, který Bajloniovi provozovali do roku 1870, se následně stal centrem české komunity v Bělehradě a sídlem jejích krajanských spolků. V roce 1869 Bajloni zakoupil zchátralý státní mlýn na řece Mlavě ve městě Malo Crniće, který později začal spravovat jeho syn Antonín, který se strýcem Němcem absolvoval řadu pracovnách stáží v různých mlýnech v zahraničí. Bajloni také koupil 30 pozemků, na kterých se zabýval zemědělstvím: mj. zde choval skot a prasata, který následně prodal do Budapešti.
V roce 1870 začala stavba parního mlýna, který byl dokončen a uveden do provozu roku 1872, později provozovaný pod názvem Ignat Bajloni a synové. Mlynářství Bajloni patřili ve své době v Srbsku k největším průmyslovým podnikům svého druhu, své výrobky pak vyvážely do řady okolních zemí.

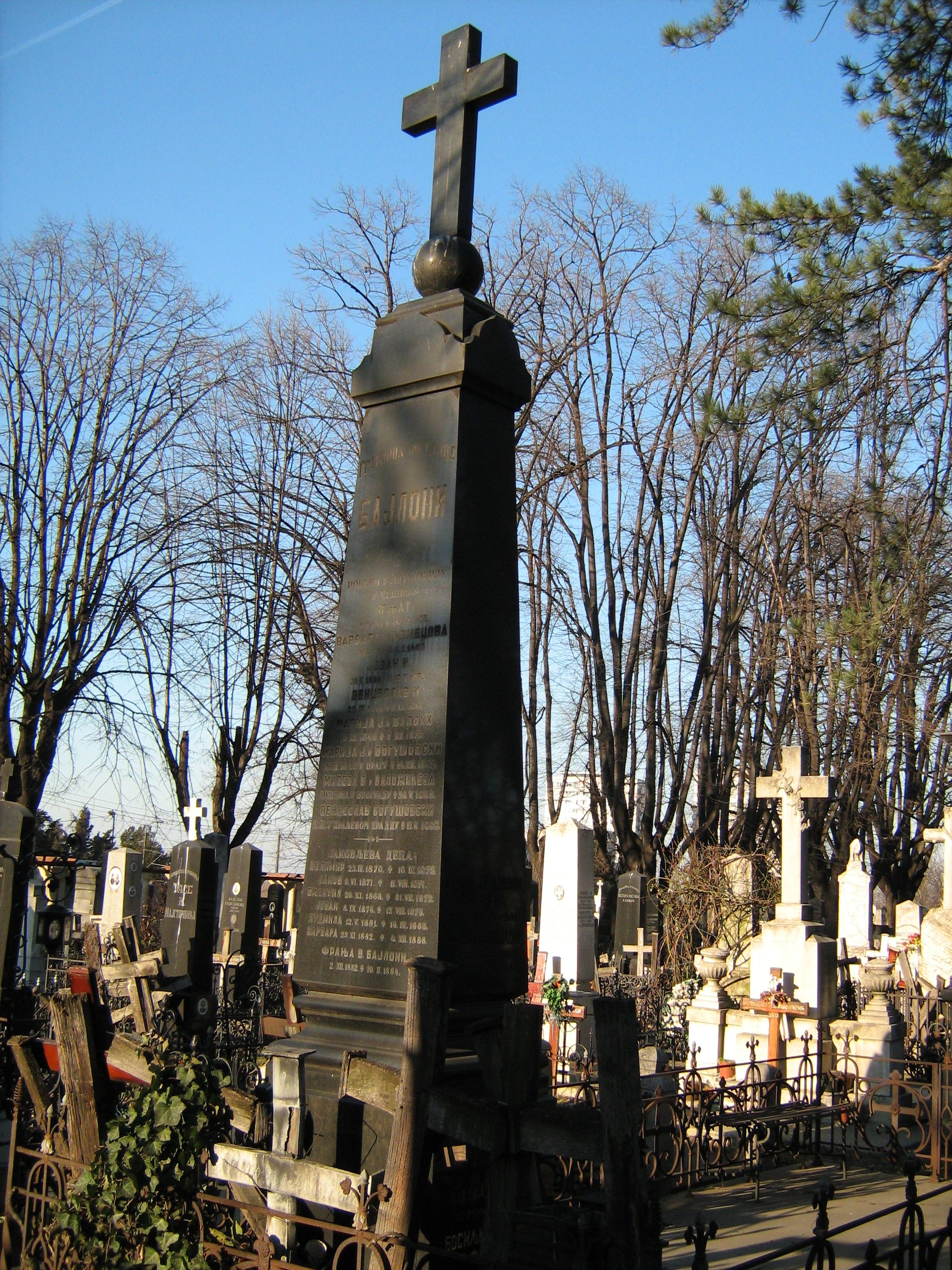
Rodinná hrobka Bajloni na Novém hřbitově v Bělehradě

### Úmrtí
Ignác Bajloni zemřel roku 1875 v Bělehradě. Pohřben byl v mohutné rodinné hrobce na bělehradském Novém hřbitově.

### Po smrti
Mlynářský podnik prosperoval i po jeho smrti, mj. během srbsko-turecké a rusko-turecké války v letech 1876 až 1878 se podnik stal předním dodavatelem mouky pro srbskou armádu a mlýny firmy následně pracovaly v téměř nepřetržitém provozu. Jeho syn Antonín poté v roce 1888 zakoupil pivovar, který se rozrostl ve velký průmyslový pivovarnický podnik vybavený nejmodernějším zařízením světoznámých továren. Jako jeden z prvních ve městě využíval elektřinu z první bělehradské elektrárny. Již na Světové výstavě v roce 1900 v Paříži získal za své výrobky významná průmyslová ocenění.
Za zásluhy o rozvoj Bělehradu bylo po rodině Bajloni pojmenováno náměstí, Pijaca Bajloni, vedle areálu bývalého pivovaru Bajloni.

### Rodina
Se svou ženou Marií, rozenou Valouchovou, měli celkem čtyři syny. Nejstarší syn Jakov byl bednář a po otcově smrti převzal vedení pivovaru. Druhý syn Antonín se vyučil mlynářskému řemeslu u svého strýce v Bratinaci u Požarevacu, kde vedl státní mlýn na Mlavě. Třetí syn Vasa (Václav) pomáhal otci v podnikání. Nejmladší syn Jovan zemřel v mladém věku, když během studií na vojenské akademie zahynul při pádu z koně. Ignat J. Bajloni, syn Jakuba Bajloniho, vykonával post guvernéra srbské Národní banky.